# Lillian Blauvelt

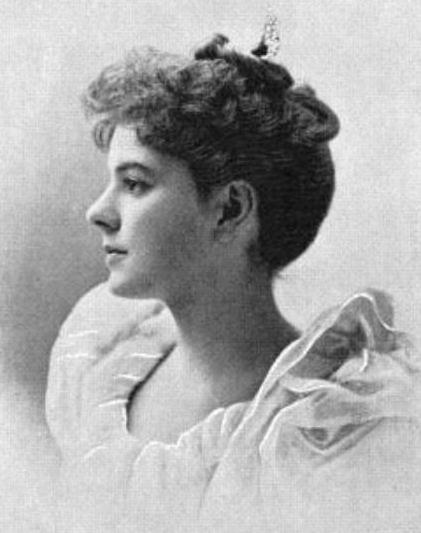
Lillian Blauvelt um 1890

Lillian Blauvelt (* 16. März 1874 in New York; † 29. August 1947 in Chicago) war eine US-amerikanische Opernsängerin der Stimmlage Sopran. Vor allem in der ersten Dekade des 20. Jahrhunderts trat Blauvelt häufig in Europa auf.

## Leben und Werk
Lillian Blauvelt studierte zunächst für einige Jahre Violine und gab mit diesem Instrument bereits als Achtjährige ein öffentliches Konzert. Auf Anraten der französischen Sopranistin Emma Fursch-Madi nahm Blauvelt ab 1889 Gesangunterricht zunächst in New York und in Paris. Später nahm sie auch Gesangunterricht bei Anna Schoen-René.
Sie gab Konzerte in Frankreich, Belgien, Deutschland und Russland. Ihr Operndebüt gab sie 1893 in Brüssel. 1899 sang sie vor Queen Victoria. Am 9. August 1902 sang sie die Krönungsode für den englischen König Eduard VII. und erhielt dafür eine Krönungsmedaille. Sie trat einigen aufeinander folgenden Opernsaisons im Royal Opera House in Covent Garden auf.

## Persönliches
Blauvelt heiratete mehrmals. Ihr erster Ehemann war seit 1893 der Organist Royal S. Smith aus Brooklyn, 1907 heiratete sie William F. Pendleton und 1910 Walter Carpenter in Brooklyn. Seit 1914 war sie mit dem amerikanischen Komponisten Alexander Savine verheiratet.